# Dél-Korea az 1984. évi téli olimpiai játékokon
Dél-Korea a jugoszláviai Szarajevóban megrendezett 1984. évi téli olimpiai játékok egyik részt vevő nemzete volt. Az országot az olimpián 5 sportágban 15 sportoló képviselte, akik érmet nem szereztek.

## Alpesisí
Férfi
| Versenyző   | Versenyszám      | 1. futam      | 1. futam      | 2. futam | 2. futam | Összesítés | Összesítés |
| Versenyző   | Versenyszám      | Idő           | Hely.         | Idő      | Hely.    | Idő        | Helyezés   |
| ----------- | ---------------- | ------------- | ------------- | -------- | -------- | ---------- | ---------- |
| Pak Pjongro | Lesiklás         |               |               |          |          | 1:59,74    | 52.        |
| Pak Pjongro | Műlesiklás       | nem ért célba | nem ért célba | kiesett  | kiesett  | kiesett    | kiesett    |
| Pak Pjongro | Óriás-műlesiklás | kizárták      | kizárták      | kiesett  | kiesett  | kiesett    | kiesett    |
| Kim Csinhe  | Lesiklás         |               |               |          |          | 2:01,96    | 57.        |
| Kim Csinhe  | Műlesiklás       | 1:09,42       | 49.           | 1:08,03  | 32.      | 2:17,45    | 31.        |
| Kim Csinhe  | Óriás-műlesiklás | 1:40,34       | 55.           | kizárták | kizárták | kiesett    | kiesett    |
| Ju Ujun     | Lesiklás         |               |               |          |          | 2:02,67    | 58.        |
| Ju Ujun     | Műlesiklás       | 1:11,28       | 53.           | 1:10,17  | 36.      | 2:21,45    | 35.        |
| Ju Ujun     | Óriás-műlesiklás | kizárták      | kizárták      | kiesett  | kiesett  | kiesett    | kiesett    |

## Biatlon
| Versenyző     | Versenyszám  | Lövőhiba | Időeredmény | Helyezés |
| ------------- | ------------ | -------- | ----------- | -------- |
| Hvang Pjongde | 10 km sprint | 6        | 44:43,2     | 62.      |
| Hvang Pjongde | 20 km egyéni | 15       | 1:49:49,9   | 60.      |

## Gyorskorcsolya
Férfi
| Versenyző | Versenyszám | Eredmény | Helyezés |
| --------- | ----------- | -------- | -------- |
| I Jongha  | 500 m       | 39,90    | 28.      |
| I Jongha  | 1000 m      | 1:19,55  | 28.      |
| I Jongha  | 1500 m      | 2:02,45  | 23.      |
| I Jongha  | 5000 m      | 7:39,17  | 27.      |
| I Jongha  | 10 000 m    | 15:34,48 | 27.      |
| Na Junszu | 500 m       | 40,35    | 31.      |
| Na Junszu | 1000 m      | 1:19,94  | 30.      |
| Na Junszu | 1500 m      | 2:03,90  | 30.      |
| Na Junszu | 5000 m      | 7:42,45  | 30.      |
| Pe Kithe  | 1500 m      | 2:04,18  | 32.      |
| Pe Kithe  | 5000 m      | 7:50,82  | 39.      |

Női
| Versenyző     | Versenyszám | Eredmény | Helyezés |
| ------------- | ----------- | -------- | -------- |
| I Jondzsu     | 500 m       | 43,75    | 22.*     |
| I Jondzsu     | 1000 m      | 1:29,80  | 31.      |
| I Jondzsu     | 1500 m      | 2:18,34  | 28.      |
| Cshö Szungjon | 500 m       | 44,79    | 29.      |
| Cshö Szungjon | 1000 m      | 1:32,31  | 35.      |
| Cshö Szungjon | 1500 m      | 2:17,80  | 26.      |
| I Kjongdzsa   | 1000 m      | 1:31,11  | 34.      |
| I Kjongdzsa   | 1500 m      | 2:17,96  | 27.      |
| I Kjongdzsa   | 3000 m      | 5:07,12  | 24.      |

* - egy másik versenyzővel azonos eredményt ért el

## Műkorcsolya
| Versenyző   | Versenyszám  | Kötelező elemek   | Kötelező elemek | Kötelező elemek | Rövid program     | Rövid program | Rövid program | Kűr               | Kűr   | Kűr         | Összesítés         | Összesítés |
| Versenyző   | Versenyszám  | Több. hely. száma | Hely.           | Hely. pont.     | Több. hely. száma | Hely.         | Hely. pont.   | Több. hely. száma | Hely. | Hely. pont. | Helyezési pontszám | Helyezés   |
| ----------- | ------------ | ----------------- | --------------- | --------------- | ----------------- | ------------- | ------------- | ----------------- | ----- | ----------- | ------------------ | ---------- |
| Cso Hehjong | Férfi egyéni | 9×23+             | 23.             | 13,8            | 9×23+             | 23.           | 9,2           | 9×23+             | 23.   | 23,0        | 46,0               | 23.        |
| Kim Heszong | Női egyéni   | 6×22+             | 22.             | 13,2            | 9×23+             | 23.           | 9,2           | 9×23+             | 23.   | 23,0        | 45,4               | 23.        |

## Sífutás
Férfi
| Versenyző    | Versenyszám | Eredmény  | Helyezés |
| ------------ | ----------- | --------- | -------- |
| Pak Kiho     | 15 km       | 48:55,6   | 62.      |
| Pak Kiho     | 30 km       | 1:45:41,9 | 60.      |
| Kim Ponam    | 15 km       | 52:04,4   | 71.      |
| Cso Szonghun | 15 km       | kizárták  | kizárták |
| Cso Szonghun | 30 km       | 1:50:32,1 | 66.      |